# Polonca
Polonca je žensko osebno ime.

## Izvor imena
Ime Polonca je različica imena Polona.

## Pogostost imena
Po podatkih Statističnega urada Republike Slovenije je bilo na dan 31. decembra 2007 v Sloveniji število ženskih oseb z imenom Polonca: 1.652. Med vsemi ženskimi imeni pa je ime Polonca po pogostosti uporabe uvrščeno na 141. mesto.

## Osebni praznik
V koledarju je ime Polonca skupaj z imenom Polona, god praznuje 9. februarja.

## Znane osebe
Polonca Dobrajc (ravnica in polotičarka), Polonca Kovač (mladinska pisateljica)